# Nandigram
Nandigram är ett underdistrikt i Bangladesh. Det ligger i den centrala delen av landet, 160 km nordväst om huvudstaden Dhaka.
Trakten runt Nandigram består till största delen av jordbruksmark. Runt Nandigram är det tätbefolkat, med 790 invånare per kvadratkilometer.